# Thomas Mauer
Thomas Mauer (auch: Mawer, Maur, Mawerius, Tribulensis Silesius; * 1536 in Triebel; † 10. August 1575 in Lüneburg) war ein deutscher evangelischer Theologe und lateinischer Dichter.

## Leben
Mauer hatte sich am 12. Mai 1556 an der Universität Wittenberg immatrikuliert, wo er sich gute Kenntnisse in den lateinischen, griechischen und Hebräischen Sprachen erwarb und am 10. Februar 1558 den akademischen Grad eines Magisters absolvierte. Er tritt 1559 mit einem Buch als lateinischer Dichter in Erscheinung, das er dem Kaiser Ferdinand überreichte. 1560 wird er Rektor der Schule in Aschersleben, bald darauf geht er in gleicher Funktion nach Zerbst und 1565 wurde er Rektor der St. Michaelisschule in Lüneburg. Hier verheiratete er sich mit Margareta, der Tochter des Lucas Lossius. 1570 wurde er in Rostock als Pfarrer der St.-Michaelis-Kirche in Lüneburg ordiniert und 1571 Superintendent des Bistums Verden, sowie des Bistums Lübeck.
In jener Eigenschaft nahm er am Konvent in Mölln teil, verhandelte in Celle wegen des Wittenberger Katechismus und trat im Erbsündestreit auf die Seite der Gnesiolutheraner. 1573 führte er die Generalvisitation im Stift Verden durch und setzte David Huberius in die Position des Superintendenten von Verden ein. Vor allem aber hat sich Mauer als Dichter einen Namen gemacht.

## Werkauswahl
1. Descriptio et explicatio clarissimorum insignium inclytae urbis Lunaeburgae armorum..., 1567
2. Th. Maweri Tribulensis poem. Libri VII..., Hamburg 1570